# Highland Park

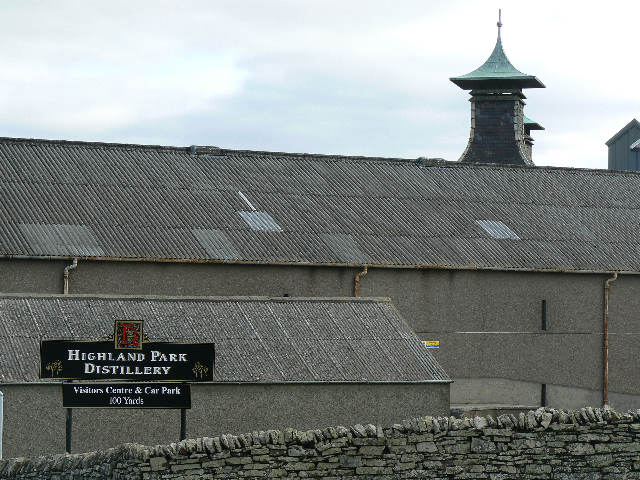
Highland Park Distillery

Highland Park är ett whiskymärke och destilleri från Orkneyöarna. Det grundades 1798 och är det nordligaste whiskydestilleriet i Skottland.